# Přeštice-Zastávka
Přeštice-Zastávka – przystanek kolejowy w Přešticach, w kraju pilzneńskim, w Czechach. Położony jest na wysokości 380 m n.p.m. Znajduje się w miejscowości Zastávka (gmina Přeštice).
Na przystanku nie ma możliwości zakupu biletów, a obsługa podróżnych odbywa się w pociągu. 

## Linie kolejowe
- 183 Plzeň - Klatovy - Železná Ruda-Alžbětín